# V719 Возничего
V719 Возничего (лат. V719 Aurigae) — одиночная переменная звезда в созвездии Возничего на расстоянии приблизительно 1929 световых лет (около 591 парсека) от Солнца. Видимая звёздная величина звезды — от +14,59m до +14,53m.

## Характеристики
V719 Возничего — жёлто-оранжевый карлик, вращающаяся переменная звезда типа BY Дракона (BY:) спектрального класса K-G. Радиус — около 0,99 солнечного, светимость — около 0,523 солнечной. Эффективная температура — около 4946 K.